# Oncideres ocellaris
Oncideres ocellaris är en skalbaggsart som beskrevs av Bates 1885. Oncideres ocellaris ingår i släktet Oncideres och familjen långhorningar.
Artens utbredningsområde är:
- Costa Rica.
- El Salvador.
- Guatemala.
- Honduras.
- Nicaragua.

Inga underarter finns listade i Catalogue of Life.